# Xenodon
Xenodon är ett släkte av ormar som ingår i familjen snokar. Släktet tillhör underfamiljen Dipsadinae som ibland listas som familj.
Vuxna exemplar är med en längd omkring en meter eller lite längre medelstora till stora ormar med robust bål. Utbredningsområdet sträcker sig från Mexiko till Argentina. Individerna lever främst i regnskogar och de har vanligen paddor som föda. Honor lägger ägg. Arternas gifttänder ligger längre bak i käken. Det giftiga bettet kan orsaka lokala smärtor hos människor.
Arter enligt Catalogue of Life:
- Xenodon guentheri
- Xenodon neuwiedii
- Xenodon rabdocephalus
- Xenodon severus
- Xenodon werneri

The Reptile Databas listar ytterligare 7 arter.